# Paniōnios Gymnastikos Syllogos Smyrnīs 2010-2011
Questa voce raccoglie le informazioni riguardanti il Paniōnios Gymnastikos Syllogos Smyrnīs nelle competizioni ufficiali della stagione 2010-2011.

## Rosa
Fonte:
| N. |                                 | Ruolo | Calciatore               |
| -- | ------------------------------- | ----- | ------------------------ |
| 1  | Slovacchia (bandiera)           | P     | Tomáš Belic              |
| 77 | Grecia (bandiera)               | P     | Jürgen Macho             |
| 87 | Grecia (bandiera)               | P     | Leonidas Panagopoulos    |
| 19 | Germania (bandiera)             | P     | Markus Pröll             |
| 26 | Bosnia ed Erzegovina (bandiera) | D     | Edin Cocalić             |
| 13 | Grecia (bandiera)               | D     | Giōrgos Gkalitsios       |
| 4  | Svezia (bandiera)               | D     | Markus Jonsson           |
| 25 | Grecia (bandiera)               | D     | Giannīs Kontoes          |
| 27 | Arabia Saudita (bandiera)       | D     | Amiri Kurdi              |
| 2  | Georgia (bandiera)              | D     | Dato Kvirkvelia          |
| 5  | Rep. Ceca (bandiera)            | D     | Martin Latka             |
| 31 | Grecia (bandiera)               | D     | Nikolaos Lazouras        |
| 12 | Francia (bandiera)              | D     | Cédric Varrault          |
| 24 | Grecia (bandiera)               | C     | Dīmītrios Anastasopoulos |
| 20 | Grecia (bandiera)               | C     | Fanourīs Goundoulakīs    |

| N. |                           | Ruolo | Calciatore             |
| -- | ------------------------- | ----- | ---------------------- |
| 29 | Grecia (bandiera)         | C     | Christos Kontochristos |
| 14 | Croazia (bandiera)        | C     | Davor Kukec            |
| 21 | Ghana (bandiera)          | C     | Bennard Yao Kumordzi   |
| 17 | Nigeria (bandiera)        | C     | Solomon Okpako         |
| 6  | Nigeria (bandiera)        | C     | Suleiman Omolade       |
| 32 | Costa d'Avorio (bandiera) | C     | Jules Oulai            |
| 40 | Liberia (bandiera)        | C     | Isaac Pupo             |
| 22 | Grecia (bandiera)         | C     | Andreas Samarīs        |
| 23 | Grecia (bandiera)         | C     | Dīmītrios Siovas       |
| 10 | Croazia (bandiera)        | A     | Boško Balaban          |
| 28 | Algeria (bandiera)        | A     | Mohamed Chalali        |
| 18 | Grecia (bandiera)         | A     | Dīmītrīs Kolovos       |
| 11 | Grecia (bandiera)         | A     | Kōstas Mītroglou       |
| 8  | Spagna (bandiera)         | A     | Sito Riera             |
| 9  | Rep. Ceca (bandiera)      | A     | Václav Svěrkoš         |